# Mittlerer Schulabschluss
Der Mittlere Schulabschluss (MSA) ist im Schulsystem der Bundesrepublik Deutschland ein Bildungsabschluss der Sekundarstufe I, der üblicherweise am Ende der 10. Klasse der allgemeinbildenden Schule erworben werden kann. 

## Länderspezifische Bezeichnungen
Die Bezeichnung Mittlerer Schulabschluss wird von Bayern, Berlin, Bremen, Hamburg, und Schleswig-Holstein verwendet.
Alternative Bezeichnungen der Bundesländern wurden von der Kultusministerkonferenz  vereinbart:
- Mittlerer Schulabschluss / Sekundarabschluss I – Fachoberschulreife (Nordrhein-Westfalen)[8]
- Mittlerer Bildungsabschluss (Saarland)[9]
- Mittlerer Abschluss (Hessen)[10]
- Mittlere Reife (Mecklenburg-Vorpommern)[11][12]
- Mittlere Reife bzw. Mittlerer Bildungsabschluss/Werkrealschulabschluss bzw. Realschulabschluss (Baden-Württemberg)[13][14]
- Realschulabschluss (Sachsen,[15] Sachsen-Anhalt,[16] Thüringen[17])
- Sekundarabschluss I – Realschulabschluss (Niedersachsen)[18]
- Fachoberschulreife / Realschulabschluss (Brandenburg)[19][20]
- Qualifizierter Sekundarabschluss I (Rheinland-Pfalz)[21]

## Geschichte
Ab 1832 wurden Abschlüsse der Realschule in Preußen als Zugangsberechtigung zu mittleren Laufbahnen anerkannt. Die mittlere Reife hieß auch das Einjährige, weil junge Männer mit diesem Bildungsabschluss statt des normalen dreijährigen Wehrdienstes auf freiwilliger Basis (wenn sie die Kosten für Unterkunft, Verpflegung, Uniform, Kaltwaffe und bei reitenden Einheiten auch Pferd selbst trugen) nur ein Jahr dienen mussten. Diese nannte man Einjährig-Freiwillige und die mittlere Reife hieß „wissenschaftliche Befähigung für den Einjährig-Freiwilligen Militärdienst“.

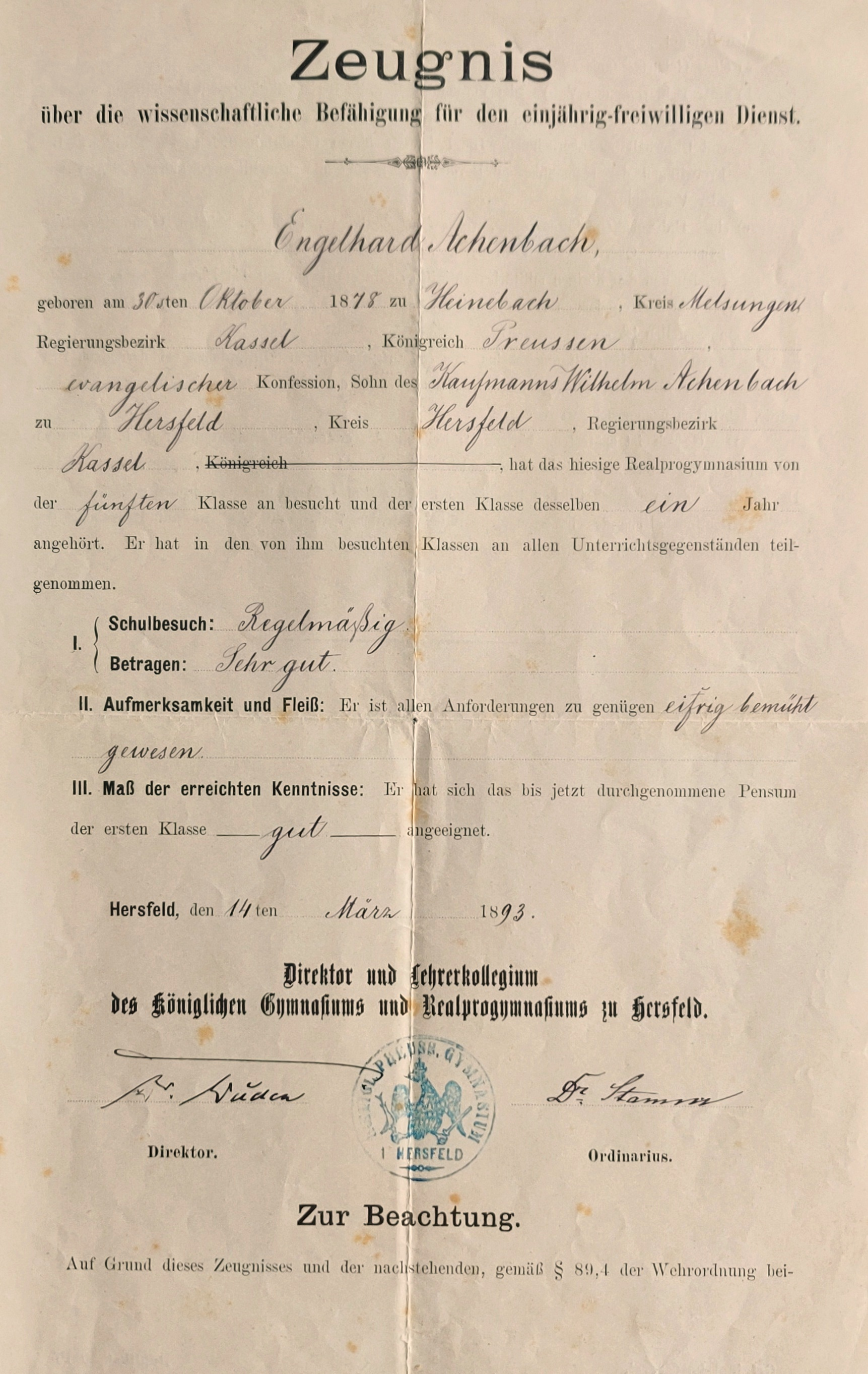
Zeugnis Mittlerer Schulabschluss 1893

Im Jahr 1970 wurden die Begriffe Realschulabschluss und mittlere Reife weitgehend synonym verwendet. Im Gymnasium wurde keine mittlere Reife erworben. Gymnasiasten, die die Abiturprüfung nicht bestanden oder das Gymnasium vorher verließen, hatten demzufolge keinen Schulabschluss.
Der Deutsche Bildungsrat legte 1970 mit dem Strukturplan für das Bildungswesen eine langfristige Perspektive für das bundesdeutsche Bildungssystem vor. Es war für alle Hauptschulen, Realschulen und Gymnasien ein neuer Abschluss vorgesehen, der der bisherigen mittleren Reife ähnelte. Dieser sollte als Arbeitstitel „Abitur I“ genannt werden. Das „Reifezeugnis“ nach Abschluss des Gymnasiums wäre demnach das „Abitur II“ geworden.
Es dauerte jedoch noch lange, bis dies umgesetzt wurde. So gab es etwa 2002 in Thüringen, im Gegensatz zu den meisten anderen Bundesländern, an Gymnasien keine Prüfungen oder automatische Zuerkennung der mittleren Reife nach der 10. Klasse. Das Thüringer Schulgesetz wurde erst nach dem Amoklauf von Erfurt entsprechend geändert, als ein 18 Jahre alter, der Schule verwiesener Zehntklässler 16 Menschen und anschließend sich selbst erschossen hatte.

## Berechtigungen
Der mittlere Schulabschluss ist die Voraussetzung zum Besuch von Schulformen der Sekundarstufe II (Fachoberschulen (FOS), Berufsoberschulen (BOS), Berufskollegs (BK), Gymnasien usw.). Je nach Bundesland und Schulart ist die Aufnahme an einer weiterführenden Schule jedoch außerdem an einen bestimmten Notendurchschnitt gebunden. In einigen Bundesländern wird auch zwischen einem Abschlusszeugnis des 10. Schuljahrs mit und ohne Qualifikationsvermerk unterschieden. Ein „qualifizierter“ Abschluss, zum Beispiel ein Erweiterter Sekundarabschluss I, berechtigt dann zum Besuch einer gymnasialen Oberstufe.

## Voraussetzungen
Da Bildungspolitik Ländersache ist, regeln in den einzelnen Bundesländern die jeweiligen Schulgesetze, Richtlinien und Erlasse, an welchen Schularten die mittlere Reife/Fachoberschulreife erreicht werden kann.
Sie ist im Regelfall der Abschluss an einer Realschule, einer Oberschule (in Brandenburg), einer Berufsfachschule (zum Beispiel in Baden-Württemberg), im Mittlere-Reife-Zug (der Begriff als solcher ist lediglich in Bayern üblich, der Sache nach gibt es ihn aber auch in anderen Bundesländern) einer Hauptschule (in Baden-Württemberg Werkrealschule), an einer Wirtschaftsschule in Bayern oder an einer Gesamtschule bzw. an einem Gymnasium nach Klasse 10.
Das Erwerben des mittleren Schulabschlusses ist mittlerweile in allen Bundesländern mit Ausnahme von Rheinland-Pfalz an zentrale Prüfungen gebunden. In Nordrhein-Westfalen und Niedersachsen fanden diese Prüfungen erstmals am Ende des Schuljahres 2006/2007 statt, in Schleswig-Holstein im Mai 2009, in den übrigen Ländern waren sie bereits eingeführt bzw. sind niemals abgeschafft worden, wie zum Beispiel in Thüringen. In etlichen Bundesländern sind Gymnasiasten davon ausgenommen, aber durchaus nicht in allen (so beispielsweise nicht in Bremen und Brandenburg). Im Land Berlin mussten Gymnasiasten zum Übergang in die elfte Klasse bis zum Schuljahr 2023/2024 ebenfalls schriftliche Abschlussprüfungen (MSA) schreiben, diese wurden jedoch 2024 gänzlich abgeschafft und bestehen nur noch an den Sekundarschulen fort.

### Realschule
Die Realschule führt nach der 10. Klasse im Allgemeinen zur mittleren Reife. In manchen Bundesländern ist es auch möglich, die Realschule nach der 10. Klasse nur mit erweitertem Hauptschulabschluss zu verlassen, wenn die Prüfungen für den mittleren Schulabschluss nicht bestanden wurden, das Klassenziel jedoch erreicht wurde.

### Oberschule
Im Land Brandenburg wurden zum Schuljahr 2005/2006 die Realschulen und Gesamtschulen ohne gymnasiale Oberstufe in Oberschulen umgewandelt. Der Abschluss richtet sich nach dem Notendurchschnitt und anderen Kriterien. Nach den Abschlussprüfungen am Ende der 10. Klasse können demnach die erweiterte Berufsbildungsreife (entspricht dem erweiterten Hauptschulabschluss), die Fachoberschulreife (FOR; vormals Realschulabschluss) sowie die Fachoberschulreife mit Berechtigungen zum Besuch der gymnasialen Oberstufe (FORQ) erworben werden. Der Wechsel von einer Oberschule an ein Gymnasium kann spätestens nach der 9. Klasse erfolgen, da das Abitur bereits nach 12 Schuljahren abgelegt wird.

### Mittelschule (ehemals Hauptschule)
An einer Mittelschule kann die mittlere Reife unter bestimmten Voraussetzungen erreicht werden:
- Baden-Württemberg → Werkrealschule bzw. Hauptschule mit Werkrealschule
- Bayern → Mittlere-Reife-Zug
- Niedersachsen und Berlin → Freiwilliges 10. Schuljahr mit sogenannten E-Kursen in den Hauptfächern Deutsch, Mathematik und Englisch
- Nordrhein-Westfalen → Mittelschule Klasse 10 Typ B
- Rheinland-Pfalz und Mecklenburg-Vorpommern → Regionale Schule
- Saarland → Erweiterte Realschule

### Gesamtschule
An einer Gesamtschule kann die mittlere Reife (in Nordrhein-Westfalen und Brandenburg „Fachoberschulreife“ genannt) mit dem Abschluss der 10. Klasse erreicht werden. Dabei wird unterschieden zwischen einem Abschluss mit oder ohne Zugangsberechtigung zum Besuch der gymnasialen Oberstufe (in Nordrhein-Westfalen bzw. Brandenburg: Fachoberschulreife (FOR) oder Fachoberschulreife mit Qualifikation für die Einführungsphase (FORQ-E) oder die Qualifikationsphase (FORQ-Q) der gymnasialen Oberstufe).

### Gymnasium
Am Gymnasium werden je nach Bundesland nach der 10. Schulklasse entweder Prüfungen zum Erwerb des mittleren Schulabschlusses durchgeführt, oder es reicht das Versetzungszeugnis in die Jahrgangsstufe 11 als Nachweis der mittleren Reife.

### Berufsschule
Der erfolgreiche Abschluss einer Berufsausbildung (Lehre) kann unter bestimmten Umständen ebenfalls zur mittleren Reife führen, wenn weitere allgemeinbildende Unterrichtsfächer an der Berufsschule belegt werden und ein bestimmter Notendurchschnitt erreicht wird (Modell 9+3).

### Wirtschaftsschule
Die Wirtschaftsschule in Bayern führt zwei- bis vierstufig (je nach Voraussetzungen) zum mittleren Bildungsabschluss.

### Zweiter Bildungsweg
Daneben gibt es Weiterbildungsmöglichkeiten über den zweiten Bildungsweg, beispielsweise per Fernunterricht, über die Abendrealschule oder über Sonderschulformen an beruflichen Schulen (zum Beispiel Berufskolleg). Voraussetzung hierfür ist der Hauptschulabschluss.

### Polytechnische Oberschule in der DDR
Ein vergleichbares Zeugnis wurde in der DDR nach Abschluss der 10. Klasse der polytechnischen Oberschule erreicht (Zehnklassenabschluss). Es ist heute dem eines Realschulabschlusses gleichgesetzt. Am Ende der 10. Klasse fanden DDR-weite zentrale Prüfungen statt. Diese bestanden aus
- schriftlichen Prüfungen in Russisch, Deutsch, Mathematik sowie Biologie, Physik oder Chemie,
- mindestens zwei und höchstens fünf mündlichen Prüfungen,
- einer Prüfung in Sport – Leichtathletik und Turnen.

Die Abschlussprüfung wurde mit einem Prädikat abgeschlossen, das sich aus dem Durchschnitt aller Zensuren aus dem Zeugnis ergab:
- mit Auszeichnung (überwiegend Einsen, maximal 2 Zweien)
- sehr gut (Note 1)
- gut (Note 2)
- befriedigend (Note 3)
- genügend (Note 4)
- ungenügend (Note 5)

## Deutscher Qualifikationsrahmen und International Standard Classification of Education
Im Deutschen Qualifikationsrahmen entspricht er dem Niveau 2, in der International Standard Classification of Education ist es ein Abschluss am Ende der Stufe 24.